# 斯蒂芬·巴科斯特
斯蒂芬·巴科斯特（Stephen Baxter，1957年11月13日—），英國的硬科幻作家。
2010年，他與泰瑞·普萊契合作，創作The Long Earth, The Long War, The Long Mars, The Long Utopia。